# Sinice
Sinice, cyjanofity, cyjanobakterie, cyjanoprokariota (Cyanobacteria) – gromada samożywnych bakterii, dawniej uznawanych za rośliny.
Nazwa tradycyjna Cyanophyta (końcówka -phyta – roślina), stosowana w taksonomii dawniejszej, kładzie nacisk na podobieństwa sinic z roślinami – zdolności fotosyntezy tlenowej oraz obecności chlorofilu. Chloroplasty roślinne w istocie powstały z sinic w drodze endosymbiozy.

## Systematyka
Według systemu prezentowanego przez bazę AlgaeBase w typie sinic (Cyanobacteria Stanier ex Cavalier-Smith 2002) wyróżnia się jedną klasę – Cyanophyceae Schaffner, 1909 (polska nazwa – sinicowe) z następującymi rzędami i przykładowymi taksonami niższych rzędów:
- Klasa: sinicowe, cyanofitowe (Cyanophyceae)
  - Rząd: Chroococcales
  - Rząd: Nostocales
    - Rodzina: Nostocaceae
      - Rodzaj: Nostoc (trzęsidło)

    - Rodzina: Rivulariaceae
    - Rodzina: Scytonemataceae

  - Rząd: Oscillatoriales
    - Rodzina: Oscillatoriaceae
      - Rodzaj: Spirulina
      - Rodzaj: Oscillatoria (drgalnica)

  - Rząd: Pseudanabaenales
  - Rząd: Stigonematales
  - Rząd: Synechococcales

Nieco odmienny podział, oparty na propozycji Castenholza (2001), prezentuje baza Tree of Life dzieląca sinice na poddziały bez nazw:
- I – w przybliżeniu odpowiadający Chroococcales, m.in. Chamaesiphon, Chroococcus, Cyanobacterium, Cyanobium, Cyanothece, Dactylococcopsis, Gloeobacter, Gloeocapsa, Gloeothece, Microcystis, Prochlorococcus, Prochloron, Synechococcus, Synechocystis
- II – zawierający rodzaje zaliczane tradycyjnie do Chroococcales, m.in. Cyanocystis, Dermocarpella, Stanieria, Xenococcus, Chroococcidiopsis, Myxosarcina, Pleurocapsa
- III – w przybliżeniu odpowiadający Oscillatoriales, m.in. Arthrospira, Borzia, Crinalium, Geitlerinema, Halospirulina, Leptolyngbya, Limnothrix, Lyngbya, Microcoleus, Oscillatoria, Planktothrix, Prochlorothrix, Pseudanabaena, Spirulina, Starria, Symploca, Trichodesmium, Tychonema
- IV – w przybliżeniu odpowiadający Nostocales, m.in. Anabaena, Anabaenopsis, Aphanizomenon, Calothrix, Cyanospira, Cylindrospermopsis, Cylindrospermum, Nodularia, Nostoc, Rivularia, Scytonema, Tolypothrix
- V– w przybliżeniu odpowiadający Stigonematales, m.in. Chlorogloeopsis, Fischerella, Geitleria, Iyengariella, Nostochopsis, Stigonema

W dawniejszej literaturze algologicznej systematyka opierała się nie na (słabo do niedawna znanych) powiązaniach filogenetycznych, lecz na cechach morfologicznych. Sinice dzielono wówczas na kokogoniowe – tworzące zarodniki jednokomórkowe – i hormogoniowe – tworzące wielokomórkowe zarodniki zwane hormogoniami. Jeden z takich systemów przedstawił Bourelly (1970), a do polskiej algologii zaadaptowała Joanna Kadłubowska:
- Gromada: Cyanophyta (sinice)
  - Klasa: Cyanophyceae
    - Podklasa: Coccogonophycidae (kokogoniowe)
      - Rząd: Chroococcales (chrookokowce)
      - Rząd: Pleurocapsales (pleurokapsowate)
      - Rząd: Chamaesiphonales (chamesyfonowce)

    - Podklasa: Hormogonophycidae (hormogoniowe)
      - Rząd: Stigonematales (stigonematowce)
      - Rząd: Nostocales (trzęsidłowce)

## Czynności życiowe
Sinice to w większości organizmy samożywne, mające zdolność wytwarzania związków organicznych na drodze fotosyntezy. Nieliczne gatunki, nie mając barwników asymilacyjnych, są heterotrofami.
Niektóre sinice mają zdolność asymilacji azotu atmosferycznego dzięki tzw. heterocytom, tj. komórkom otoczonym grubą ścianą komórkową, mającym uwsteczniony aparat fotosyntetyczny, nie produkujący tlenu. W takich warunkach poprawnie działa nitrogenaza, enzym asymilujący azot. Związany azot przesyłany jest przez plasmodesmy do protoplastów sąsiadujących komórek.
Zdolności te sprawiają, że sinice mogą być organizmami pionierskimi. Można je spotkać w prawie każdym środowisku na Ziemi, są odporne na długotrwałe susze czy wysokie temperatury gorących źródeł, a nawet wysokie zasolenie czy kwasowość podłoża. Do termofili należą m.in. Mastigocladus laminosus, Oscillatoria filiformis, Phormidium laminosum, Synechococcus lividus. Sinice współżyją również z roślinami jako epifity bądź endofity (Anabaena azollae w paproci Azolla), jak i ze zwierzętami i protistami (w Paulinella chromatophora). Endosymbiotyczne sinice nazywane są cyjanellami, a cały organizm cyjanomem. Niektóre gatunki współtworzą porosty.

## Budowa

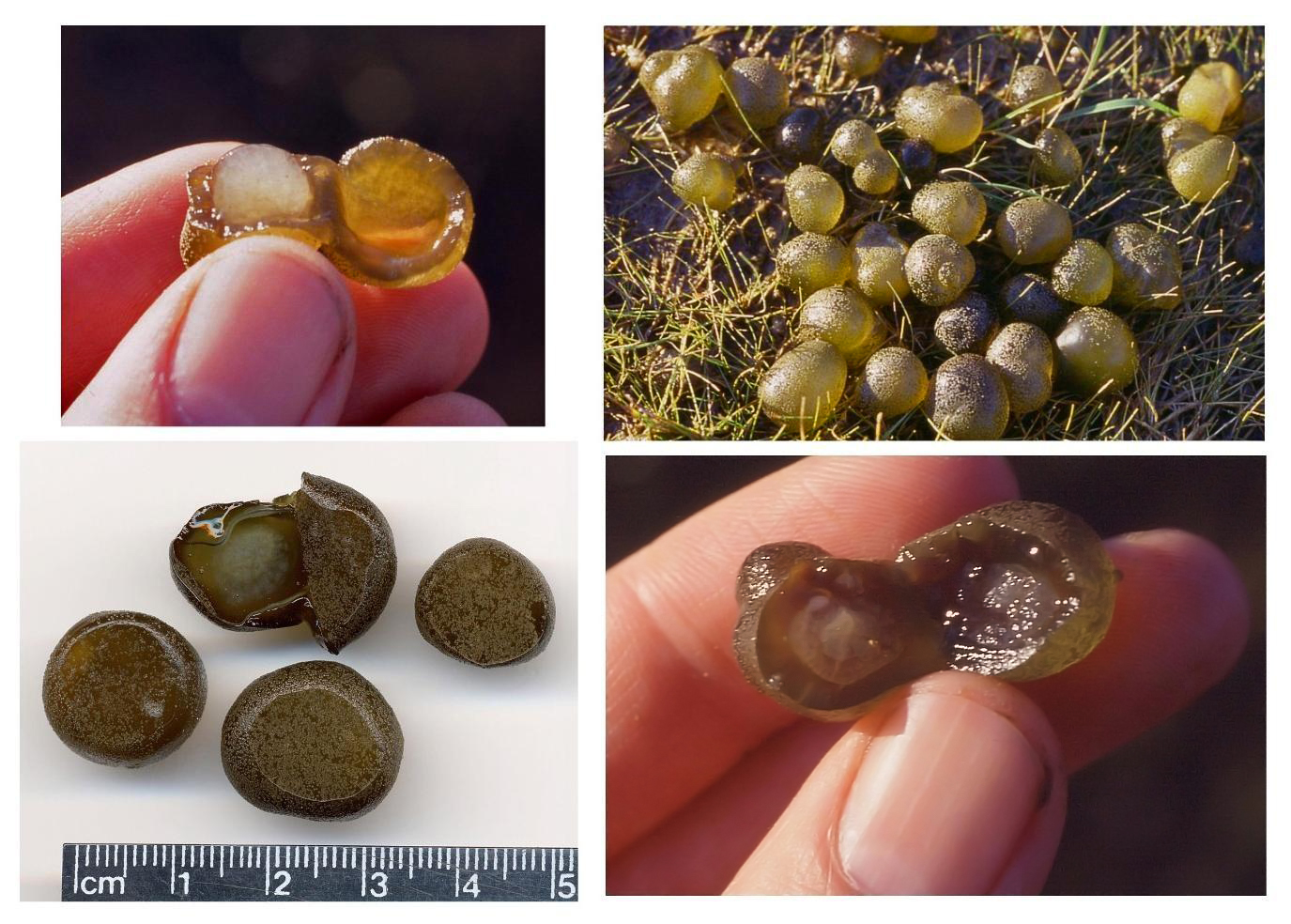
Kolonie słodkowodnej sinicy Nostoc pruniforme w postaci galaretowatych kul

Sinice mają budowę prokariotyczną. W peryferyjnej części komórki znajdują się tylakoidy, które zawierają tylko chlorofil a. Występują w nich również inne barwniki, jak: niebieska fikocyjanina, czerwona fikoerytryna, żółty karoten. Barwników tych zazwyczaj jest więcej niż chlorofilu a, toteż sinice mają charakterystyczne sino-zielone zabarwienie. Materiałem zapasowym są polisacharydy glukozowe przypominające amylopektynę i glikogen nazywane potocznie skrobią sinicową, a także cyjanoficyna i wolutyna.
Materiał genetyczny zlokalizowany jest w nukleoidzie. Otoczone są delikatną ścianę komórkową oraz błoną zewnętrzną, jak u innych bakterii Gram-ujemnych. Dookoła zewnętrznej błony komórkowej wytwarzane są grube pochwy śluzowe.
Liczne sinice tworzą kolonie w postaci nieregularnych skupień bądź nici.
Wyróżnia się dwa typy nici sinicowych:
- typ pleurokapsalny – nić zbudowana jest z komórek otoczonych całkowicie ścianą komórkową.
- typ trychomowy – wszystkie komórki sinic tkwią we wspólnej ścianie komórkowej.

## Rozmnażanie
Sinice rozmnażają się wyłącznie wegetatywnie przez prosty podział komórki, rozerwanie nici (utworzonej przez pewną liczbę komórek sinic) lub wytwarzanie specjalnych tworów w tym celu. Rozerwanie nici następuje, gdy pewne komórki ją tworzące obumierają, przez co nić ulega podzieleniu na części. Komórki takie nazywane są nekrydiami. Do tworów służących do rozmnażania wegetatywnego należą:
- Akinety, inaczej artrospory. Komórki o charakterze przetrwalnikowym występujące tylko u form nitkowatych, większe od komórek wegetatywnych, o grubej ścianie komórkowej i dużej ilości ziarnistości materiałów zapasowych.
- Endospory powstają wewnątrz komórki macierzystej, uwalniane są po jej rozpadzie. Nie mają charakteru przetrwalnikowego. Twory jednokomórkowe.
- Egzospory powstają, gdy komórka macierzysta otwiera się na szczycie i odcina je ze swego wnętrza; w stadium początkowym nie mają ściany komórkowej, tylko otoczone są błoną.
- Hormogonia. Wielokomórkowe fragmenty trychomów, zdolne do aktywnego ruchu; jeśli są otoczone grubą ścianą komórkową oraz jeśli się nie poruszają, to wówczas mają charakter przetrwalnikowy.
- Planokoki powstają podobnie jak hormogonia, z tą różnicą, że są jednokomórkowe i mają zawsze zdolność ruchu.
- Nannocyty. Liczne, drobniutkie komórki powstające przez wielokrotne podziały cytoplazmy komórki macierzystej.

## Znaczenie

### Tworzenie tlenu w atmosferze ziemskiej
2,5 mld lat temu stężenie tlenu w atmosferze było ponad 100 tys. razy mniejsze niż obecnie. Fotosyntetyzujące sinice zaczynały wówczas wytwarzanie tlenu, znacząco przyczyniając się do powstania życia w obecnej formie na Ziemi. Wcześniej na Ziemi dominowały bakterie anaerobowe, które zdołały przetrwać w nielicznych siedliskach beztlenowych, głównie na dnach oceanów. Zwiększenie udziału tlenu spowodowało także rozpad cieplarnianego metanu na dwutlenek węgla co oziębiło Ziemię powodując wielkie zlodowacenie, które prawdopodobnie zagroziło przetrwaniu także samych sinic.

### Znaczenie gospodarcze
Sinice wodne mogą stanowić niepożądany składnik biocenozy, szczególnie w czasie tzw. zakwitów, zwłaszcza że niektóre szczepy wydzielają substancje trujące. Dla organizmów wodnych sinice są marginalnym źródłem pożywienia, gdyż zawierają mało substancji łatwo przyswajalnych. Ponadto forma nitkowata ich kolonii jest utrudnieniem dla typowych fitoplanktonożerców. Nici sinic, dostając się do aparatów filtracyjnych wioślarek, mechanicznie je blokują, utrudniając dalszą filtrację. W skrajnych przypadkach takie oddziaływanie może prowadzić do zmniejszenia liczebności dużych planktonożerców (nici sinic są zbyt duże, by dostać się do aparatów filtracyjnych wioślarek). Sinice spowodowały śmierć ponad 300 słoni w Botswanie (2020).
Dla człowieka poza niekorzystnym działaniem (zakwity, toksyny sinicowe) sinice mają również wpływ pozytywny. Wykorzystuje się je do wzbogacania gleby w związki azotowe, np. wprowadzone do upraw ryżu zwiększają plon o około 20%.